# سیارک ۲۱۸۱

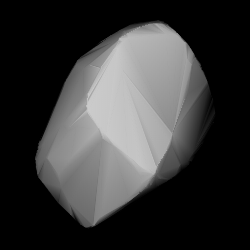
سیارک ۲۱۸۱

سیارک ۲۱۸۱ (به انگلیسی: 2181 Fogelin، نامگذاری:1942YA) دو هزار و صد و هشتاد و یکمین سیارک کشف شده‌است که در ۲۸ دسامبر ۱۹۴۲ و در هایدلبرگ کشف شد.
قدر مطلق سیارک برابر ۱۲٫۱۰ است.